# Джонс, Дейв
Дэвид Рональд Джонс (англ. David Ronald Jones; 17 августа 1956, Ливерпуль, Англия) — английский футболист, тренер.

## Карьера
Дэйв родился в городе Ливерпуль, и начал свою профессиональную карьеру в «Эвертоне», клубе своего родного города. В «Эвертоне» он играл на позиции защитника в течение семи лет, параллельно сыграв один матч за молодёжную сборную Англии. Он покинул «Эвертон», чтобы присоединиться к «Ковентри Сити» в 1981 году за 275 000 фунтов стерлингов. После трех сезонов он получил травму колена, которая всерьёз угрожала его игровой карьере.
Оправившись от этой травмы, он отправился в Гонконг и сыграл еще два сезона за клуб «Сейко», в котором уже обосновался товарищ Джонса по «Ковентри» Джим Хаган. В конце сезона, Сейко выиграл чемпионат лиги в третий раз подряд, а также кубок страны. Это произошло в 1981 году, один из сезонов Джонс провёл, будучи в аренде, другой - на полноценной основе. Следующим и последним клубом Дэйва стал Престон Норд-Энд. 
.